# Hard Truck
Zasugerowano, aby wydzielić z tego artykułu fragmenty do artykułu Hard Truck: Apocalypse.  (dyskusja)
Hard Truck – seria symulatorów ciężarówek stworzona przez rosyjską firmę Softlab NSK. Kontynuacją jest seria 18 Wheels of Steel stworzona przez czeską firmę SCS Software.

## Hard Truck: Road to Victory
Pierwsza gra serii. Akcja rozgrywa się w bliżej nieokreślonym miejscu, modele ciężarówek są oparte na pojazdach europejskich. Gracz może zatrudniać kierowców i wybrać logo firmy; pojazdy można uszkodzić, tankowanie polega na przejechaniu przez stację. W grze został zawarty tryb gry wieloosobowej.

## Hard Truck 2
Druga część serii. Gracz ponownie może zatrudniać kierowców i wybrać logo firmy, tankowanie czy naprawa pojazdu polega na przejechaniu przez stację. Dostępny jest tryb gry wieloosobowej przez sieć lokalną, ale tylko na torze wyścigowym.

## King of the Road
Tę część wydała austriacka firma Jowood, a jej producentem (podobnie jak w poprzednich częściach) było rosyjskie studio SoftLab-NSK. Gracz może w niej używać radio CB i rozmawiać z innymi kierowcami, z mafią, policją lub zamówić ciężarówkę. Dodano również fotoradary oraz światła.

## Hard Truck: Apocalypse
Celem gry jest wykonywanie zadań fabularnych i dodatkowych, które polegają na zniszczeniu fortyfikacji, dotarciu do osady, atakowaniu innych ciężarówek oraz przewiezieniu jakiegoś ładunku. Odróżnia to ją od poprzednich części cyklu, w których celem było rozwożenie ładunków i dbanie o firmę. Gracz nadal może jeździć ciężarówkami, może też wyposażyć ciężarówkę w broń. Gra posiada otwarty świat, gracz może być atakowany także przez inne ciężarówki. Akcja gry dzieje się w postapokaliptycznym, wyniszczonym świecie, w którym ludzie muszą chodzić w maskach chroniących przed toksycznym powietrzem.

## Rig'n'Roll
Kontynuacja wydawanej przez Buka Entertainment serii Hard Truck. Akcję Rig'n'Roll osadzono w 2014 roku. Gracz wciela się w młodego przedsiębiorcę, który właśnie dotarł do Kalifornii i planuje rozwinąć tu swój własny biznes. Decyduje się na przewóz różnorakich towarów. Na początku dysponuje niewielką ilością gotówki, pozwalającą na zakup najtańszej ciężarówki i przyjęcie jednego zlecenia.
W Rig'n'Roll zasady gry są praktycznie niezmienione w stosunku do Hard Truck, jednak do rozgrywki wprowadzono wiele nowych elementów. Podstawowa różnica to wielkość mapy. Gracz może poruszać się po wirtualnej Kalifornii, a czekają na niego zarówno niewielkie wioski, jak i amerykańskie miasta – San Francisco, Los Angeles czy San Diego. Ważne jest to, iż nie jest ograniczony do dróg asfaltowych i w każdej chwili może poszukać skrótów.
Autorzy szczególny nacisk położyli na realizm. Modele ciężarówek zostały szczegółowo odwzorowane, w szczególności ich wnętrza, które można obserwować. Kolejna innowacja to model uszkodzeń: wypadki, a nawet drobne kolizje odbijają się na osiągach i wyglądzie sterowanej ciężarówki. Gra działa na nowym trójwymiarowym silniku graficznym, dzięki któremu grafika jest bardziej szczegółowa.
Rozgrywka opiera się na dowożeniu towarów do punktów docelowych. Gracz przez cały czas musi konkurować z wieloma innymi przewoźnikami, którzy próbują go wyprzedzić. Aby osiągnąć sukces należy znaleźć kompromis pomiędzy ostrożną jazdą a dotarciem do celu na pierwszym miejscu. Kolejne wykonane zlecenia podnoszą prestiż sterowanej postaci, dzięki czemu może ona podejmować coraz trudniejsze, ale i lepiej płatne zadania. W przeciwieństwie do serii Hard Truck gra została obdarzona fabułą. W dalszej części rozgrywki dochodzi konieczność zarządzania całą firmą, gracz kupuje kolejne ciężarówki, najmuje kierowców i wyznacza im trasy przejazdu.